# 구정문화재단
구정문화재단은 박물관을 건전하게 육성함으로써 문화예술 및 학문의 발전에 기여하며 일반공중의 사회교육에 기여하기 위하여 1987년 4월 11일 설립된 문화체육관광부 소관의 재단법인이다. 사무실은 충청남도 아산시 권곡동 403-1에 있다.

## 주요 업무
- 박물관자료의 수집보존관리 및 전시
- 박물관자료에 관한 전문적, 학술적인 조사 연구
- 박물관 보존전시 등에 관한 기술적인 조사 연구
- 박물관에 관한 강연회, 영사회, 연구회 및 민속놀이 개최 등